# Champéon
Champéon est une commune française, située dans le département de la Mayenne en région Pays de la Loire, peuplée de 624 habitants.
La commune fait partie de la province historique du Maine, et se situe dans le Bas-Maine.

## Géographie

### Communes limitrophes
| Montreuil-Poulay            | Montreuil-Poulay        | Le Horps                    |
| Saint-Fraimbault-de-Prières | Champéon                | Le Horps, Marcillé-la-Ville |
| Aron                        | Aron, Marcillé-la-Ville | Marcillé-la-Ville           |

### Climat
Pour des articles plus généraux, voir Climat des Pays de la Loire et Climat de la Mayenne.
En 2010, le climat de la commune est de type climat océanique altéré, selon une étude du CNRS s'appuyant sur une série de données couvrant la période 1971-2000. En 2020, Météo-France publie une typologie des climats de la France métropolitaine dans laquelle la commune est exposée à un climat océanique et est dans la région climatique  Moyenne vallée de la Loire, caractérisée par une bonne insolation (1 850 h/an) et un été peu pluvieux. 
Pour la période 1971-2000, la température annuelle moyenne est de 10,5 °C, avec une amplitude thermique annuelle de 13,8 °C. Le cumul annuel moyen de précipitations est de 909 mm, avec 13,8 jours de précipitations en janvier et 7,6 jours en juillet. Pour la période 1991-2020, la température moyenne annuelle observée sur la station météorologique de Météo-France la plus proche, sur la commune du Horps à 5 km à vol d'oiseau, est de 11,1 °C et le cumul annuel moyen de précipitations est de 857,1 mm,. Pour l'avenir, les paramètres climatiques de la commune estimés pour 2050 selon différents scénarios d'émission de gaz à effet de serre sont consultables sur un site dédié publié par Météo-France en novembre 2022.

## Urbanisme

### Typologie
Au 1er janvier 2024, Champéon est catégorisée commune rurale à habitat très dispersé, selon la nouvelle grille communale de densité à sept niveaux définie par l'Insee en 2022.
Elle est située hors unité urbaine. Par ailleurs la commune fait partie de l'aire d'attraction de Mayenne, dont elle est une commune de la couronne,. Cette aire, qui regroupe 27 communes, est catégorisée dans les aires de moins de 50 000 habitants,.

### Occupation des sols
L'occupation des sols de la commune, telle qu'elle ressort de la base de données européenne d’occupation biophysique des sols Corine Land Cover (CLC), est marquée par l'importance des territoires agricoles (94,1 % en 2018), en diminution par rapport à 1990 (96 %). La répartition détaillée en 2018 est la suivante : 
prairies (55,8 %), terres arables (31 %), zones agricoles hétérogènes (7,4 %), forêts (3,2 %), eaux continentales (2,6 %). L'évolution de l’occupation des sols de la commune et de ses infrastructures peut être observée sur les différentes représentations cartographiques du territoire : la carte de Cassini (XVIIIe siècle), la carte d'état-major (1820-1866) et les cartes ou photos aériennes de l'IGN pour la période actuelle (1950 à aujourd'hui).

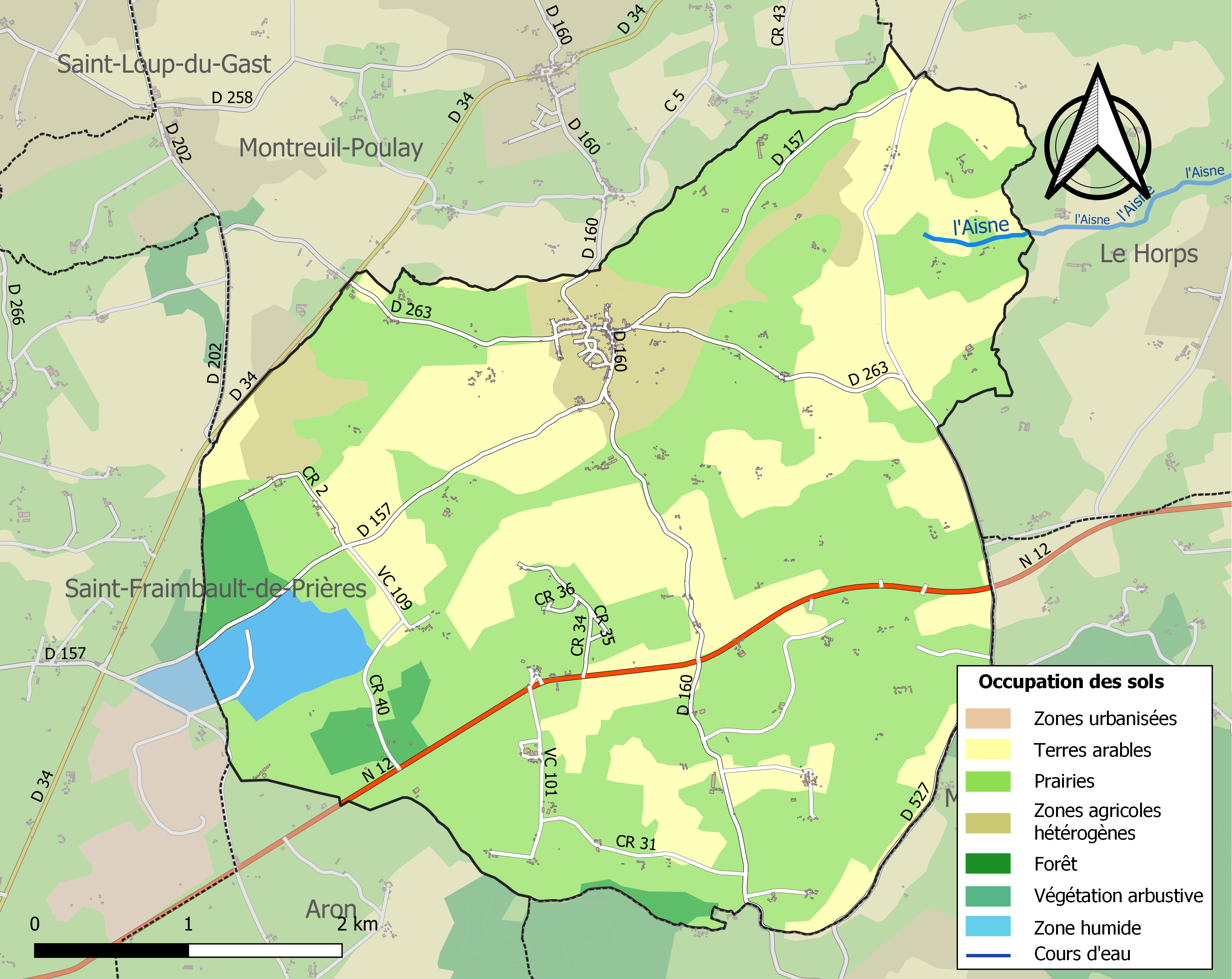
Carte des infrastructures et de l'occupation des sols de la commune en 2018 (CLC).

## Toponymie
Le toponyme est attesté sous les formes Cambdonno ou Cambidonno (Haut Moyen Âge), Cambionnis en 840 et Campéon au XIIe siècle. L'origine serait gauloise avec un second élément dunum, « colline », et un premier qui pourrait être cambo, « courbe ».
Le gentilé est Champéonnais.

## Histoire
À la création des cantons, Champéon est chef-lieu de canton. Ce canton est supprimé lors du redécoupage cantonal de l'an IX (1801).

## Politique et administration
Le conseil municipal est composé de quinze membres dont le maire et trois adjoints.

## Population et société

### Démographie
L'évolution du nombre d'habitants est connue à travers les recensements de la population effectués dans la commune depuis 1793. Pour les communes de moins de 10 000 habitants, une enquête de recensement portant sur toute la population est réalisée tous les cinq ans, les populations de référence des années intermédiaires étant quant à elles estimées par interpolation ou extrapolation. Pour la commune, le premier recensement exhaustif entrant dans le cadre du nouveau dispositif a été réalisé en 2008.
En 2022, la commune comptait 624 habitants, en évolution de +7,59 % par rapport à 2016 (Mayenne : −0,73 %, France hors Mayotte : +2,11 %).
Champéon a compté jusqu'à 1 570 habitants en 1866.
| 1793  | 1800  | 1806  | 1821  | 1831  | 1836  | 1841  | 1846  | 1851  |
| ----- | ----- | ----- | ----- | ----- | ----- | ----- | ----- | ----- |
| 1 310 | 1 357 | 1 509 | 1 354 | 1 394 | 1 479 | 1 461 | 1 454 | 1 474 |

| 1856  | 1861  | 1866  | 1872  | 1876  | 1881  | 1886  | 1891  | 1896  |
| ----- | ----- | ----- | ----- | ----- | ----- | ----- | ----- | ----- |
| 1 538 | 1 557 | 1 570 | 1 533 | 1 506 | 1 561 | 1 450 | 1 400 | 1 385 |

| 1901  | 1906  | 1911  | 1921 | 1926 | 1931 | 1936 | 1946 | 1954 |
| ----- | ----- | ----- | ---- | ---- | ---- | ---- | ---- | ---- |
| 1 267 | 1 178 | 1 087 | 870  | 855  | 830  | 825  | 772  | 715  |

| 1962 | 1968 | 1975 | 1982 | 1990 | 1999 | 2006 | 2008 | 2013 |
| ---- | ---- | ---- | ---- | ---- | ---- | ---- | ---- | ---- |
| 686  | 615  | 555  | 503  | 496  | 512  | 569  | 585  | 581  |

| 2018 | 2022 | - | - | - | - | - | - | - |
| ---- | ---- | - | - | - | - | - | - | - |
| 590  | 624  | - | - | - | - | - | - | - |

### Manifestations culturelles et festivités
- Vide-greniers annuel fin mai[23].

## Culture locale et patrimoine

### Lieux et monuments

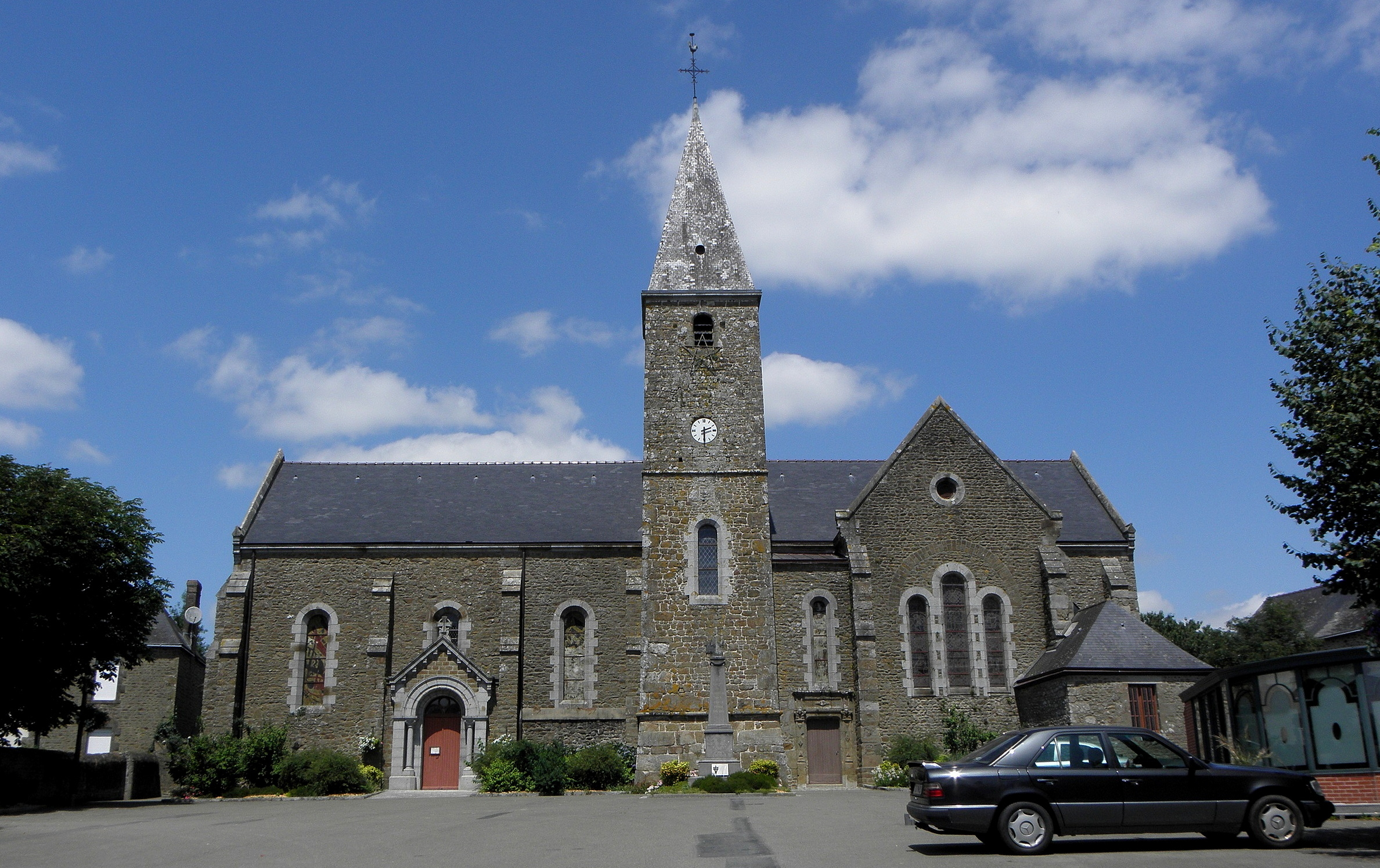
L'église paroissiale Saint-Médard.

- Le château du Frêne (XVe siècle), sa chapelle et son pigeonnier. Les deux pièces à décor du rez-de-chaussée et  le pigeonnier sont classés au titre des Monuments historiques depuis le 8 septembre 2008, la chapelle et les dépendance inscrits depuis le 17 avril 1986[24].
- Le château des Vaux (XVe) et sa chapelle. La chapelle est classée au titre des Monuments historiques depuis le 21 décembre 1984, les façades, les toitures du logis ainsi que le portail d'entrée inscrits à la même date[25]
- L'église romane Saint-Médard remaniée, abritant des vitraux (vers 1900) de Jean Clamens retraçant des événements de la bataille de Loigny[26]. Une croix de procession du XVIIe siècle et le retable du maitre-autel également du XVIIe sont classées à titre d'objets[27],[28].
- Chapelle Saint-Joseph.
- Chapelle Saint-Siméon.

### Personnalités liées à la commune
- Famille des Vaux.
- René-François Jarry-Desloges (1737 à Champéon - 1814), militaire et homme politique.
- Guillaume Le Métayer dit Rochambeau (1763-1798), chef chouan de la Mayenne, y a levé des troupes.
- Louis-Théophile Bastard (1842-1904), curé de Champéon.